# Karwinskia johnstonii
Karwinskia johnstonii là một loài thực vật có hoa trong họ Táo. Loài này được R. Fernandez mô tả khoa học đầu tiên năm 1988.